# خیرآباد (قیر و کارزین)
خیرآباد (قیر و کارزین)، روستایی از توابع بخش مرکزی شهرستان قیر و کارزین در استان فارس ایران است.

## جمعیت
این روستا در دهستان فتح‌آباد قرار دارد و براساس سرشماری مرکز آمار ایران در سال ۱۳۸۵، جمعیت آن ۱۲۷ نفر (۴۰خانوار) بوده‌است.